# Субботин, Александр Александрович
Субботин Александр Александрович (1911—1990) — крупный организатор угольной промышленности, управляющий трестом «Красноармейскуголь» комбината «Москвоуголь», начальник комбината «Тулауголь», Герой Социалистического Труда.

## Биография
Родился 21 февраля 1911 года в деревне Машково Московской области. После окончания средней школы поступил работать на угольную шахту рудника Кизил-Кия в Киргизии забойщиком, затем проходчиком, а позже — горным мастером. В 1935 году поступил в Московский горный институт имени И. В. Сталина (сегодня — Горный институт НИТУ «МИСиС»). В период обучения в институте работал сменным техником на шахте № 15 Метростроя.
В канун Великой Отечественной войны защитил диплом горного инженера, первые месяцы и дни блокады города Ленинграда был занят на строительстве пристани, бетонированных огневых точек, железнодорожных веток и мостов, укреплении рубежей на ближних подступах. После изгнания гитлеровских оккупантов прибыл на восстановление шахт Подмосковного бассейна, возглавил шахту № 23 Донского района. Разрушенная фашистскими захватчиками шахта была восстановлена и добыча угля на ней перекрыла довоенные показатели. Позже его назначили руководить одной из самых крупных в Подмосковном бассейне шахты № 13 «Красноармейская», которая из разряда отстающих стала регулярно перевыполнять государственные планы добычи угля.
После окончания войны был назначен управляющим трестом «Красноармейскуголь», шахты которого по результатам работы в 1946, 1947 и 1948 годах дали стране более чем 500 тысяч тонн сверхпланового топлива. На протяжении этих трёх лет горняки треста 22 раза выходили победителями во Всесоюзном социалистическом соревновании угольщиков. Видную роль в достижении успехов треста «Красноармейскуголь» сыграла настойчиво проводимая А. А. Субботиным политика всемерной механизации тяжёлых и трудоёмких работ. На шахтах треста нашли широкое применение горные комбайны, тяжёлые врубовые и углепогрузочные машины, мощные скребковые транспортёры, автоматические насосы и много других совершенных механизмов. На ряде шахт было введено дистанционное управление механизмами. Одним из первых в Подмосковном бассейне А. А. Субботин на руководимых им шахтах осуществил директиву Министерства угольной промышленности о переводе лав на график работы, по которому две смены добывают уголь, а третья — подготовительная. Широкое внедрение такого графика значительно улучшило организацию труда горняков и способствовало росту добычи угля. За первые 3 года послевоенной пятилетки по тресту «Красноармейскуголь» были построены и капитально отремонтированы десятки тысяч квадратных метров жилой площади, что позволило сотням шахтёрских семей переехать в новые благоустроенные квартиры.
Указом Президиума Верховного Совета СССР от 28 августа 1948 года за выдающиеся успехи в деле увеличения добычи угля, восстановления и строительства угольных шахт и внедрение передовых методов работы, обеспечивающих значительный рост производительности труда, Субботин Александр Александрович удостоен звания Героя Социалистического Труда с вручением ордена Ленина и золотой медали «Серп и Молот».
Имел персональное звание — Горный Генеральный директор III ранга (высший руководящий и инженерно-технический состав,1947-1954 гг.).
В последующие годы он возглавлял другие угледобывающие комбинаты Мосбасса, в том числе «Москвоуголь» (1951—1953) и «Тулауголь» (1957—1972).
Скончался 30 января 1990 года. Похоронен в городе Туле.

## Награды
- Герой Социалистического Труда (28.08.1948)
- орден Ленина (28.8.1948, 26.4.1957, 29.6.1966)
- орден Октябрьской Революции (30.3.1971)
- орден Трудового Красного Знамени (20.10.1943)
- медаль За трудовую доблесть (04.7.1942, 25.8.1951)
- Медаль «За трудовое отличие» (СССР) (31.01.1952).